# Chikkamugadur, Savanur
Chikkamugadur là một làng thuộc tehsil Savanur, huyện Haveri, bang Karnataka, Ấn Độ.